# Димитрије Ружић
Димитрије „Мита“ Ружић (Српски Чанад, 27. октобар 1841 — Вршац, 2. децембар 1912) био је српски позоришни глумац, редитељ и дугогодишњи управник Српског народног позоришта у Новом Саду. Сврстава се међу највеће драмске глумце у историји српског позоришта.

## Младост
Мита Ружић рођен је у Српском Чанаду (данашња Румунија), у српској земљорадничкој породици. Отац му се такође звао Димитрије, а мајка Персида. Право породично презиме било му је Ружин. У родном месту завршио је српску и немачку основну школу, а затим се неколико година бавио трговином.

## Глумачка и позоришна каријера
Димитрије Ружић први пут је дошао у везу са позориштем у родном Српском Чанаду у зиму 1859/1860, за време гостовања немачке позоришне дружине Карла Буша, у чијим представама је и статирао.

### Путујуће дружине
Подстакнути овим гостовањем и на иницијативу Ружића, Јован и Андрија Путић и Стеван Протић основали су у Чанаду српску Дилетантску позоришну дружину. У овој дружини Димитрије је 19. маја 1860. године први пут изашао на сцену у улози Ивана у комаду Ајдуци Јована Стерије Поповића. Исте године овој Дружини придружила се и Димитријева будућа супруга Драгиња Поповић (касније Ружић). Дружина је гостовала Великом Сент-Миклушу (Румунија) и Великој Кикинди где ју је, после распада, Јован Кнежевић прихватио, поново организовао и одвео на гостовања у Врањево, Нови Бечеј, а крајем новембра 1860. у Нови Сад.

### Ангажман у Српском народном позоришту у Новом Саду
После неспоразума ансамбла са Кнежевићем, Димитрије Ружић је са још осморо глумаца Дружине поднео молбу Српској читаоници у Новом Саду „да их прими под свој надзор“. Прихватањем њихове понуде 16. јула 1861. године донета је одлука и о оснивању Српског народног позоришта и од тог дана Димитрије — Мита Ружић је његов члан. Прву улогу, Учитеља Цветка Завишића у комаду Мушки метод и женска мајсторија Лајоша Кевера, одиграо је већ после недељу дана, 23. јула 1861. године.
После сукоба између Димитрија Коларовића и Лазе Телечког у Осијеку, Ружић стаје на страну Коларовића и заједно са супругом Драгињом (са којом се у међувремену венчао) 4. маја 1863. године напушта Српско народно позориште и прихвата ангажман у Земаљском народном казалишту у Загребу, где је остао до 12. септембра 1865. као један од најзапосленијих и веома запажених глумаца. Током овог ангажмана опробао се и као преводилац, превевши Шилеров комад Сплетке и љубави. Глумачком развоју Мите Ружића знатно је допринео његов први учитељ, глумац Јосип Фрајденрајх, тадашњи управник загребачког позоришта.
Године 1865. Димитрије и Драгиња се враћају у Нови Сад и Српско народно позориште. У јесен 1868. заједно одлазе на студијски боравак у Беч. У Бургтеатру Мита Ружић гледа тадашње великане европске глуме и по угледу на њих развија се у глумца романтичарског правца. Од 18. фебруара 1872. до 10. јуна 1873. био је члан Народног позоришта у Београду, где је стекао драгоцена искуства у сарадњи са Александром Бачванским. У Српско народно позориште се дефинитивно вратио 10. августа 1873. (и са собом у Позориште довео Перу Добриновића). Од тог дана његова каријера била је испуњена непрекидним напредовањем, својеврсним креацијама највишег домета и стицањем популарности коју раније а ни у доцнијем периоду није имао ни један српски глумац. Јубилеј, 25-огодишњицу уметничког рада прославио је 5. априла 1886. улогом Герика у комаду Доктор Робин Жила Премареја, а 50-огодишњицу 29. јануара 1910. као Ђурађ Бранковић у истоименом комаду Кароља Оберњика. О овој прослави у српској штампи писало се као о националној свечаности.
Током педесет година одиграо је око 500 улога. „У његовој игри сједињавала су се романтичарска и реалистичка изражајна средства, велики дар, богата осећајност, изнијансирана дикција и тежња за убедљивом, веродостојном глумачком евокацијом, занос и дубока доживљајност чинили су га једним од најбољих глумаца не само новосадског него и српског позоришта уопште.“ Од 22. јула 1895. Димитрије Ружић је и главни редитељ у Српском народном позоришту. У то време Тихомир Остојић, подстиче га и да напише своје мемоаре, који су у рукопису изгубљени током Другог светског рата.

#### Управник Српског народног позоришта
Како тадашњи управитељ Српског народног позоришта Антоније Хаџић није био у могућности да стално путује са трупом на гостовања, он 28. априла 1875. именује Димитрија Ружића за заменика управитеља. За привременог управитеља Позоришта изабран је 10. априла 1879, а за управитеља 31. маја исте године. Од 1880. до краја 1903. године Димитрије Ружић се налазио на челу Српског народног позоришта, као управник. Као управник и драматург радио је савесно и ауторитативно, а према колегама се односио изузетно коректно. Током његове управе Позориште је доживљавало стални успон.

### Улоге
Током своје богате каријере Мита Ружић остварио је низ изузетних улога, највише у матичном, Српском народном позоришту, али и на београдској, загребачкој и сценама широм данашње Србије и Хрватске. Неке од најзначајнијих су:
- Иво, Максим (Максим Црнојевић, Лаза Костић),
- Пера (Пера Сегединац, Л. Костић),
- Герик (Доктор Робин, Жил Премареј),
- Југ Богдан (Бој на Косову, Јован Суботић),
- Дон Карлос (Дон Карлос, Ф. Шилер),
- Виљем Тел (Виљем Тел, Ф. Шилер),
- Лестер, Мортимер (Марија Стјуарт, Ф. Шилер),
- Фрања Мор (Разбојници, Ф. Шилер),
- Фердинанд (Сплетка и љубав, Ф. Шилер),
- Пјер Гренгоар (Гренгоар, Теодор де Банвил),
- Мишел Перен (Мишел Перен или Ухода против своје воље, Жозеф Мелвил и Шарл Диверије),
- Ромео (Ромео и Јулија, Вилијам Шекспир),
- Шајлок (Млетачки трговац, В. Шекспир),
- Лир, Будара (Краљ Лир, В. Шекспир),
- Хамлет (Хамлет, В. Шекспир),
- Отело (Отело, В. Шекспир),
- Ричард (Ричард II В. Шекспир),
- Станоје Главаш (Станоје Главаш, Ђура Јакшић),
- Радош Орловић (Јелисавета, кнегиња црногорска, Ђ. Јакшић),
- Владика Данило (Горски вијенац, Петар II Петровић Његош),
- Станко (Балканска царица, Никола I Петровић Његош),
- Кин (Кин, Александар Дима Отац),
- Фарије (Гроф Монте Христо, А. Дима Отац),
- Исидор Хавлен (Фабричар, Емил Сувестр и Шарл-Филип Девријен),
- Миленко (Добрила и Миленко, Матија Бан),
- Ђурађ (Ђурађ Бранковић, Карољ Оберњик),
- Фауст, Мефистофелес (Фауст, Јохан Волфганг Гете),
- Југ Богдан (Задужбина цара Лазара, Милорад Поповић Шапчанин),
- Раул Жерар (Осма тачка, Анри Мирже),
- Робен (Ђаволови записници, Етјен Араго и Пол Вермон),
- Матис (Јеврејин из Пољске, Емил Еркман и Александар Шатријан),
- Чича Мија (Стари бака и његов син хусар, Јожеф Сигети),
- Спира Грабић (Честитам, Коста Трифковић),
- Министар (Протекција, Бранислав Нушић),
- Пантелија (Саћурица и шубара, Илија Округић Сремац),
- Бен Акиба (Уријел Акоста, Карл Гуцков),
- Димитрије (Лажни цар Димитрије, Хајнрих Лаубе),
- Болинброк (Чаша воде или Последице и узроци, Ежен Скриб),
- Карло (Карло XII на острву Рујану, Џејмс Робинсон Планче),
- Жарко (Смрт Стефана Дечанског, Стерија),
- Југ Богдан, Милош Обилић (Милош Обилић, Стерија),
- Ђенаро (Лукреција Борџија, Виктор Иго) и многе друге.

## Приватни живот
Мита Ружић оженио се Драгињом Поповић, такође глумицом Српског народног позоришта. Венчали су се у манастиру Крушедол 2. фебруара 1862. године. Овај брак био је изузетно складан и Драгињину смрт Димитрије је трагично доживео „и до краја живота неутешно патио”. Драгиња Ружић умрла је 6. септембра 1905. године у Вуковару, а Димитрије 2. децембра 1912. године, за време гостовања Српског народног позоришта у Вршцу. Сахрањен је 6. децембра на Алмашком гробљу у Новом Саду. У исту костурницу су касније пренети и посмртни остаци Драгиње Ружић, а касније је ту сахрањена и Милка Марковић, ћерка Драгињине најмлађе сестре Софије, такође једна од великих српских драмских уметница.

## Одликовања и почасти
У знак признања за савестан и марљив рад на положају управитеља Српског народног позоришта истог дана је изабран за почасног члана Друштва за српско народно позориште и почасног управитеља Српске народне позоришне дружине.
За изванредне заслуге српска влада одликовала га је Орденом Светог Саве V и III степена, а црногорска Даниловим орденом IV и III реда
У знак сећања на Димитрија Миту Ружића његовим именом назване су улице у Новом Саду и у Београду, на општини Звездара.